# 八王子市立鑓水中学校
八王子市立鑓水中学校（はちおうじしりつ やりみずちゅうがっこう）は、東京都八王子市鑓水にある公立中学校。
2022年現在、学級数8、生徒数246人、教職員数33人である。

## 沿革
- 1998年（平成10年）4月1日 - 八王子市立鑓水中学校として開校。[1]

## 通学区域
通学区域一覧・通学区域図（学校別） - 八王子市教育委員会